# Soneto 8
| «» Soneto 8 |
| --- |
| Music to hear, why hear'st thou music sadly? Sweets with sweets war not, joy delights in joy: Why lov'st thou that which thou receiv'st not gladly, Or else receiv'st with pleasure thine annoy? If the true concord of well-tuned sounds, By unions married, do offend thine ear, They do but sweetly chide thee, who confounds In singleness the parts that thou shouldst bear. Mark how one string, sweet husband to another, Strikes each in each by mutual ordering; Resembling sire and child and happy mother, Who, all in one, one pleasing note do sing: Whose speechless song being many, seeming one, Sings this to thee: "Thou single wilt prove none". |
| –William Shakespeare |

Soneto 8 é um dos 154 sonetos de William Shakespeare.
É considerado um dos sonetos, entre os 126 primeiros dedicados a Fair Youth, que se refere a procriação.

## Traduções

### Na tradução de Thereza Christina Roque da Motta
Doce música, por que a ouves tão triste?

Doçuras não se atacam; a alegria se rejubila;

Por que amas aquilo que não recebes efusivo,

Ou com prazer aceitas teu incômodo?

Se a harmonia de afinados sons

Bem ajustados ofendem o teu ouvido,

Docemente te repreendem, tu que confundes

As partes do que deverias suportar.

Vê como uma corda à outra unida,

São tangidas, de cada vez, mutuamente;

Assemelhando-se a pai e filho, e à feliz mãe,

Que, em uníssono, entoam um doce som;

Cujo canto inaudível, sendo muitos, soa como um,

Assim cantando para ti: "De nada valerá a tua solidão".

### Na tradução deMilton Lins
Música para ouvir, por que a ouves tão triste?

Doces com doces, vão; alegre e alegre, avante!

Manter amor por quem sem alegria insiste?

E ainda receber com gosto outro maçante?

Se a verdade acordar com sons de uma harmonia,

Com laços de união, vai te ferir o ouvido,

Conseguir censurar-te o quanto a confundia

No celibato assim por ti sempre mantido.

Nota como um cordão, com outro que condiz,

Se postam, um a um, em mútua ordenação,

Parecem pai com filho e mãe, num lar feliz,

E assim, todos em um, prazer e entonação:

Cuja muda canção com uma só parece,

Entoa assim: "solteiro, a vez desaparece".

### Na tradução deAna Luísa Amaral
Por que te é triste a música, ó música de ouvir?

O doce é ameno ao doce, alegre é a alegria.

Porque amas, pois, aquilo que não te rejubila

E, em vez, sentes prazer no que não te dá júbilo?

Se a perfeita união dos sons em harmonia

Ligados, como em núpcias, te ofendem o ouvido,

É porque eles censuram, doces, teu desacordo

Ao teimares em tocar a sós a melodia.

Nota como uma corda à outra se une, doce,

As duas se tangendo, em mútua simetria,

Como o pai e o filho e a feliz mãe, um só, 

Todos só num, entoando, em perfeição de som, 

Um canto sem palavras, que, sendo vário, é um,

E assim te canta a ti: “Tu sozinho és nenhum”.

## Adaptações
Igor Stravinsky musicou este soneto em seu Three Songs from William Shakespeare.